# اتودسک آلیاس
مجموعه نرم‌افزارهای اتودسک آلیاس (به انگلیسی: Autodesk Alias) (که قبلاً با نام Alias Studio Tools شناخته می‌شد) محصولی از شرکت معتبر اتودسک بوده و در طبقه‌بندی نرم‌افزارهای طراحی صنعتی به کمک کامپیوتر CAID (مخفف عبارات Computer Aided Industrial Design) قرار دارد.
این مجموعه نرم‌افزاری پیشرفته، ابزارهای اسکیس Sketching، مدلسازی Modeling، تجسم Visualization را شامل می‌شود که نیازهای طراحان حرفه‌ای را در زیر فراهم می‌کند: Sketching، فرم Form و اشکال Shapes آزاد، ایجاد اشکال ارگانیک، ویرایش و تجدید نظر در طراحی در هر مرحله و تبادل اطلاعات با سایر نرم‌افزارهای CAD.
در سیستم‌های CAID طراح قادر است با سرعت بیشتری نسبت به سیستم‌های CAD ایده‌های خود را به مدل سه بعدی تبدیل کند، در عوض به جزئیات مکانیکی محصول کمتر توجه می‌شود (بر خلاف نرم‌افزارهای طراحی مکانیکی که معتبرترین آن‌ها عبارتند از CATIA، SIEMENS NX، Autodesk INVENTOR، Pro/ENGINEER، SOLID Works).
نرم‌افزار Autodesk Alias اغلب برای طراحی اتومبیل، هواپیما، تجهیزات و لوازم ورزشی، محفظه‌های الکتریکی، اسباب بازی کودکان، و زیورآلات مورد استفاده قرار می‌گیرد.
رقیب اصلی نرم‌افزار آلیاس در بازار راینوسروس تری‌دی می‌باشد.
این نرم‌افزار قابلیت مدلسازی به دو شیوهٔ نربز (NURBS) و Polygons را دارا بوده و همچنین با قابلیت ذخیرهٔ مدل‌ها با پسوندهای IGES و STEP می‌تواند با کلیهٔ نرم‌افزارهای مدلساز سه بعدی تبادل اطلاعات نماید.

## ماژول‌های آلیاس
- Autodesk Alias Automotive (قبلاً با نام Autodesk AutoStudio)
- Autodesk Alias Design (قبلاً با نام Autodesk DesignStudio)
- Autodesk Alias Surface (قبلاً با نام Autodesk SurfaceStudio)

## تاریخچه
شرکت Silicon Graphics در سال ۱۹۹۵ با خرید دو شرکت Alias Research و Wavefront Technologies و ادغام آن‌ها در یکدیگر، شرکت جدید Alias Systems Corporation را تأسیس کرد که بعداً Autodesk مالکیت آن را به دست گرفت.
در سال‌های ابتدای ورود نرم‌افزار Alias به بازار، به دلیل قیمت بسیار بالای آن، تنها شرکت‌های بزرگ صنعتی قادر به خرید آن بودند؛ ولی پس از اینکه شرکت بزرگ Autodesk امتیاز این نرم‌افزار را خریداری کرد قیمت آن را بسیار کاهش داد.
اکنون کاربرد این نرم‌افزار قدرتمند به سرعت رو به گسترش می‌باشد و شرکت‌های بیشتری سیستم طراحی و تولید خود را مجهز به نرم‌افزارهای طراحی و تولید شرکت Autodesk می‌نمایند زیرا تبدیل فرمت‌های مختلف و ارتباط نرم‌افزارهای طراحی با نرم‌افزارهای ساخت و تولید همواره یکی از معضلات بزرگ شرکت‌های صنعتی بوده‌است که این مشکل در خانواده نرم‌افزارهای شرکت Autodesk حل شده‌است.